# Q33 NY

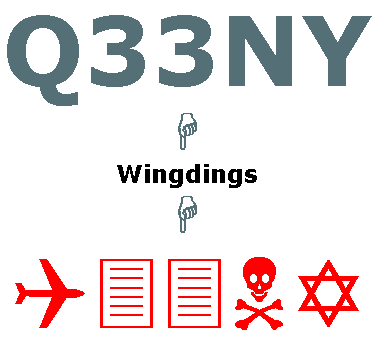
La spiegazione della teoria.

"Q33 NY" è una componente delle teorie del complotto, circolata su Internet nei primi anni 2000, soprattutto via posta elettronica, dopo gli attentati dell'11 settembre 2001. Sfruttando la particolarità del font Wingdings di Microsoft Word, il messaggio afferma che il numero del presunto aereo di linea "Q33 NY", schiantatosi contro il World Trade Center, assuma un determinato significato di stampo accusatore e rivelatorio.

## Storia

NYC sostituiti con i caratteri di Wingdings

Già prima degli attentati dell'11 settembre 2001, molti utilizzatori di Microsoft Word avevano notato che, all'inserimento di "NYC", in Wingdings, si otteneva rispettivamente un teschio, una stella di David, e un pollice alzato (interpretabile come: la morte degli ebrei va bene). I simboli vennero inventati nel 1992, da Charles Bigelow e Kris Holmes, che all'epoca furono accusati di diffamazione e antisemitismo, e contro i quali fu mossa un'azione legale, ma che non ebbe esito conclusivo in quanto non vi era "nessuna prova di intento malizioso".
La faccenda rimase chiusa, almeno fino agli attentati, che gettarono una pessima ombra su Microsoft. Bigelow e Holmes decisero di non lasciare commenti, mentre molti dei loro colleghi difesero la loro innocenza; la stessa Microsoft si adoperò per smentire l'intera questione e dichiararla come sbagliata e falsa. Il sito web Snopes affermò che la faccenda era una coincidenza, ma allo stesso tempo rimproverò Microsoft per non aver modificato il Wingdings in ben nove anni di tempo, in modo da scongiurare futuri problemi.
La questione non fu però destinata a concludersi: nello stesso periodo infatti, e anche successivamente, gli utilizzatori di Microsoft Word, notarono un'altra particolare risposta di Wingdings, all'inserimento di "Q33 NY" (il presunto numero di volo di uno degli aerei che si schiantò contro il WTC) che restituiva a schermo un aereo, due torri, un teschio e una stella di David (interpretabile come: attentati dell'11 settembre, [per] uccidere gli ebrei). Tale teoria divenne un vero e proprio fenomeno di Internet, già poche settimane dopo gli attentati, diffondendosi estremamente via posta elettronica; lo stesso Snopes ricevette moltissime mail che segnalavano il Q33 NY, ma alla quale il sito in questione, rispose di come il tutto non fosse altro che una bufala e ancora una volta una coincidenza.
Secondo Snopes, infatti, il presunto Q33 NY non aveva nulla a che fare con il numero di volo degli aerei di linea schiantati contro il WTC, affermando di come tali codici di identificazione fossero totalmente diversi, e decretando la teoria ufficialmente come infondata.